# هارولد روس
هارولد روس (بالإنجليزية: Harold Ross)‏ (و. 1892 – 1951 م) هو صحفي، من الولايات المتحدة الأمريكية، ولد في أسبن، توفي في بوسطن، عن عمر يناهز 59 عاماً.

## جوائز
حصل على جوائز منها:
- جائزة بيبودي  [لغات أخرى]‏.

## روابط خارجية
- هارولد روس على موقع الموسوعة البريطانية (الإنجليزية)
- هارولد روس على موقع إن إن دي بي (الإنجليزية)